# Carevo
Carevo (bulharsky Ца̀рево) je město v jihovýchodním Bulharsku. Leží v Burgaské oblasti, v obštině Carevo, jejímž je sídlem. Je to známé letovisko na jižním bulharském pobřeží Černého moře. Žije zde přes 6 000 obyvatel. Z minulosti je známo pod jménem Mičurin.

## Historie
Nejstarší částí města je Vasiliko, o němž je první zmínka z 12. století. O původu tohoto názvu existují dvě verze. První tvrdí, že pochází ze jména bulharské vesnice Bosilikovo, která ležela ve východní části Staré planiny a která byla zničena Turky. Část obyvatel, která se zachránila, sem přesídlila a následně byla pod tlakem vládce Achtopolu pořečtěna. Druhá tvrdí, že pochází z řeckého slova „basilias“ (βασιλιάς - císař). Tento výklad se opírá o zápisky Evliji Čelebiho, který zaznamenal, že zdejší pevnost byla postavena knížetem Basilem, jedním z vnuků císaře Konstatina. Za osmanské nadvlády se městečko nazývalo Vasilikoz. Podle úředních dokumentů zde v roce 1831 žilo 1 831 obyvatel ve 434 domech. V roce 1882 postihl město rozsáhlý požár, což mělo za následek, že na sever od něj byla v 90. letech postavena nová část. Město spadalo pod Osmanskou říši až do první balkánské války (1912), kdy se stalo součástí Bulharska.
Novodobé osídlení se váže k roku 1913, kdy se zde usadili uprchlíci z východní Thrákie. V roce 1926 zde žilo 1 348 obyvatel, z čehož bylo 778 uprchlíků. Město se nazývalo Vasilko až do roku 1934, kdy bylo přejmenováno na Carevo. Komunistická vláda v Bulharsku ho přejmenovala v roce 1950 na Mičurin, ale po jejím pádu se město v roce 1991 navrátilo k předchozímu názvu.

## Geografie
Město se rozkládá na pobřeží Černého moře, 70 km jihovýchodně od města Burgas. Leží na dvou poloostrovech, přičemž starší část – čtvrť Vasiliko na jihu, leží na stejnojmenném poloostrově, na jehož konci vybíhá mys Kastro. Jižně od města se vypíná hora Papija (502 m n. m.) z pohoří Strandža.
Podnebí ve městě je mírné, přechodného typu, ovlivněné mořem. Průměrná roční teplota je 13,1 °C, úhrn ročních srážek je 655 mm.

| Carevo – podnebí                 | Carevo – podnebí | Carevo – podnebí | Carevo – podnebí | Carevo – podnebí | Carevo – podnebí | Carevo – podnebí | Carevo – podnebí | Carevo – podnebí | Carevo – podnebí | Carevo – podnebí | Carevo – podnebí | Carevo – podnebí | Carevo – podnebí |
| Období                           | leden            | únor             | březen           | duben            | květen           | červen           | červenec         | srpen            | září             | říjen            | listopad         | prosinec         | rok              |
| -------------------------------- | ---------------- | ---------------- | ---------------- | ---------------- | ---------------- | ---------------- | ---------------- | ---------------- | ---------------- | ---------------- | ---------------- | ---------------- | ---------------- |
| Průměrná teplota [°C]            | 3,4              | 4,1              | 6,2              | 10,5             | 15,5             | 20,2             | 22,7             | 23,0             | 19,8             | 15,3             | 10,9             | 6,2              | 13,2             |
| Průměrné srážky [mm]             | 67               | 53               | 57               | 45               | 46               | 42               | 27               | 29               | 44               | 77               | 88               | 80               | 655              |
| Zdroj: Fyzický zeměpis Bulharska |                  |                  |                  |                  |                  |                  |                  |                  |                  |                  |                  |                  |                  |

## Obyvatelstvo
Ve městě žije 6 236 obyvatel. Podle sčítáni 1. února 2011 bylo národnostní složení následující:
- Bulhaři: 4 045 (89.1 %)
- Romové: 430 (9.5 %)
- Turci: 27 (0.6 %)
- ostatní: 40 (0.9 %)

## Hospodářství
Na rozvoj města má zásadní vliv moře spolu s blízkostí hor. Zpracování dřeva je nejstarším průmyslovým odvětvím ve městě. Byla zde postavena největší bulharská dřevěná loď. Později dřevozpracující průmysl poklesl a zdejší výroba vodních skútrů, člunů a rybářských lodí využívá nových materiálů.

## Památky
Nejvýznamnější památkou je kostel Zesnutí přesvaté Bohorodice z roku 1831, který stojí na poloostrově Vasiliko. Stával zde kostel Nejsvětější trojice, což připomínají některé ikony Jana z Achtopole z konce 18. století umístěné na ikonostasu. Nad nimi jsou mezi jinými umístěny ikony sv. Mikuláše (1805) a Jana Křtitele od téhož autora. Kostel byl přestavěn roku 1895 a z této doby pochází i nový oltář.

## Kultura
V květnu se zde každoročně pořádají svátky umění. V létě probíhají Neptunovy dny, Festival medovicového medu (srpen), Rybí festival (o víkendu nejblíže Svátku sjednocení Bulharska -18. září).